# Обиславу (Валча)
Обиславу (рум. Obislavu) насеље је у Румунији у округу Валча у општини Градиштеа. Oпштина се налази на надморској висини од 297 m.

## Становништво
Према подацима из 2002. године у насељу је живело 187 становника, од којих су сви румунске националности.